# The Frogs
Pour le film de George McCowan, voir Les Crapauds.

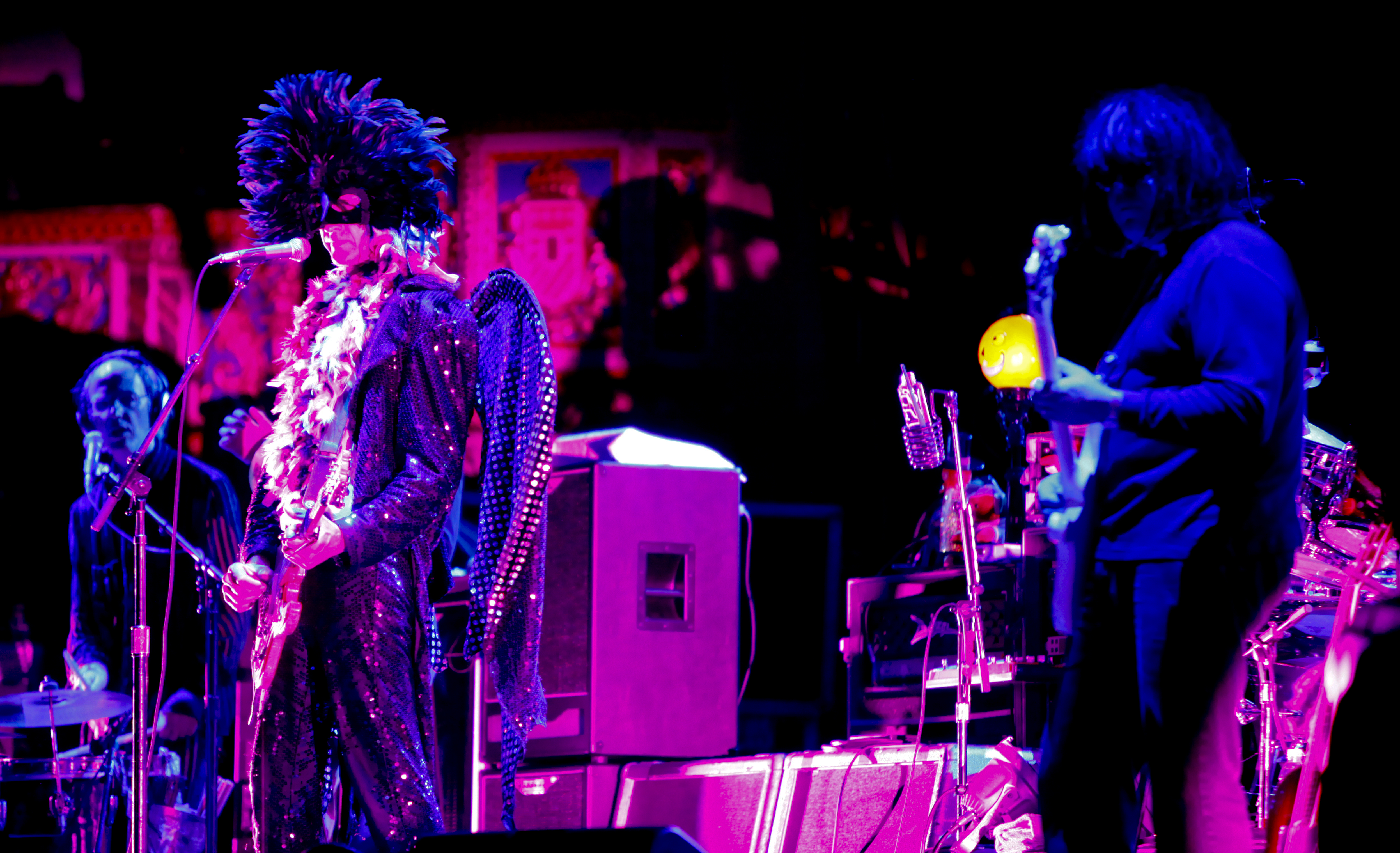
The Frogs.

The Frogs est un groupe américain, formé en 1980 à Milwaukee.

## Historique
The Frogs regroupe les frères Jimmy et Dennis Flemion et le bassiste Beezer (à noter qu'ils changent régulièrement de bassiste). Les Frogs peuvent être décrits comme un groupe satyrique. Billy Corgan en est à la fois un fan et un bon copain.
Ils ont fait l'ouverture de concerts des Smashing Pumpkins et de Pearl Jam et ont joué à Lollapalooza en 1994 avec Billy à plusieurs reprises. Dennis fut choisi comme claviériste pour la tournés MCIS et apparut avec eux à partir d'août 1996. Jimmy est également apparu durant la tournée, il est monté sur scène pour jouer et a choisi quelques personnes dans le public pour danser sur 1979. Durant cette même tournée, ils ont joué ensemble "I Only Play 4 Money" le 5 février 1997.
Pour le dernier concert des Smashing Pumpkins le 2 décembre 2000 à Chicago, Jimmy Frog et Dennis Flemion étaient là pour jouer une version très drôle de "Blissed And Gone" ainsi que "To Sheila" (avec une inconnue nommée Lisa Strawberry au chant avec Billy). Jimmy Frog était à la guitare et au chant et Dennis était aux chœurs.

## Discographie

### Albums
- It's Only Right And Natural
- My Daughter The Broad

### Singles
- Now You Know You're Black'
- Here Comes Santa's Pussy,

### Autres
- un split 7" avec Wesley Willis ;
- une reprise de Pearl Jam : "Rearviewmirror"
- EP : Starjob produit par Billy Corgan.